# Brandin Podziemski
Brandin Podziemski (ur. 25 lutego 2003 w Greenfield) – amerykański koszykarz polskiego pochodzenia, występujący na pozycjach rozgrywającego lub rzucającego obrońcy, obecnie zawodnik Golden State Warriors.
W 2021 został wybrany najlepszym koszykarzem szkół średnich stanu Wisconsin (Wisconsin Gatorade Player of the Year,
Wisconsin Mr. Basketball).
W 2023 reprezentował Golden State Warriors podczas rozgrywek letniej ligi NBA w Las Vegas i Sacramento.

## Osiągnięcia
Stan na 4 czerwca 2024, na podstawie, o ile nie zaznaczono inaczej.
NCAA
- Uczestnik rozgrywek turnieju NCAA (2022)
- Mistrz sezonu regularnego konferencji Big Ten (2022)
- Koszykarz roku konferencji West Coast (WCC – 2023 wspólnie z Drew Timme)
- Najlepszy nowo przybyły zawodnik konferencji WCC (2023)
- Zaliczony do I składu:
  - WCC (2023)
  - turnieju Baha Mar Hoops Bahamas Championship (2023)
- Koszykarz tygodnia konferencji WCC (14.11.2022, 5.12.2022, 20.02.2023, 27.02.2023)
- Lider konferencji WCC w:
  - średniej:
    - zbiórek (2023 – 8,8)
    - rozegranych minut (2023 – 36)

  - skuteczności rzutów za 3 punkty (2023 – 43,8%)
  - liczbie zbiórek w obronie (2023 – 223)

NBA
- Zaliczony do I składu debiutantów NBA (2024)[6]
- Uczestnik turnieju Panini Rising Stars (2024 – Team Pau)[7]